# Égető Mária
Égető Mária, asszonynevén Nagy Imréné (Hódmezővásárhely, 1902. március 4. – Budapest, 1978. április 6.) Nagy Imre miniszterelnök felesége.

## Családja
Férje 1925-től Nagy Imre későbbi miniszterelnök volt. 1927-ben született gyermekük, Nagy Erzsébet. Égető Mária unokái ifj Jánosi Ferenc és Jánosi Katalin, dédunokája Benedek Imre.

## Életpályája
Édesapja, Égető János eredetileg cipőfelsőrész-készítő, édesanyja, Dancsik Julianna háztartásbeli. Három testvére János, Ede és László voltak. A család 1912-ben a család Kaposvárra költözött. 
Bátyja, János, 1923 és 1928 között a kaposvári munkásszínjátszás egyik meghatározó alakja volt: elsősorban rendezett, de színészként is fellépett. Égető Mária és Nagy Imre is egy előadás alkalmával ismerkedtek meg. 1925. november 7-én jegyezték el egymást és hamarosan házasságot kötöttek.  
Nagy Imre 1925-ben Vági István vezette Magyarországi Szocialista Munkáspárthoz csatlakozott. Radikalizmusa miatt azonban megromlott a kapcsolata apósával, Égető Jánossal. 
Nagy Imrét 1927. február 27-én őrizetbe vették, ám az eljárást – bizonyítékok hiányában – megszüntették és április 22-én szabadlábra helyezték őt. Ugyanakkor rendőri felügyelet alá került és elveszítette magán-tisztviselői állását, 
1927-ben született gyermekük, Nagy Erzsébet. Férje politikai tevékenysége miatt a család emigrálásra kényszerült 1928-ben.
Az 1956-os forradalom után mindvégig férjével volt a romániai száműzetésben.

## Emlékezete
Férjével közös emléktáblája utolsó lakóházának falán, Budapest XI. Etele út 21. alatt található.

## Díjai elismerései
- Pro Caritate Emlékérem (1998)
- Humanitás-díj (2002)

## Képgaléria

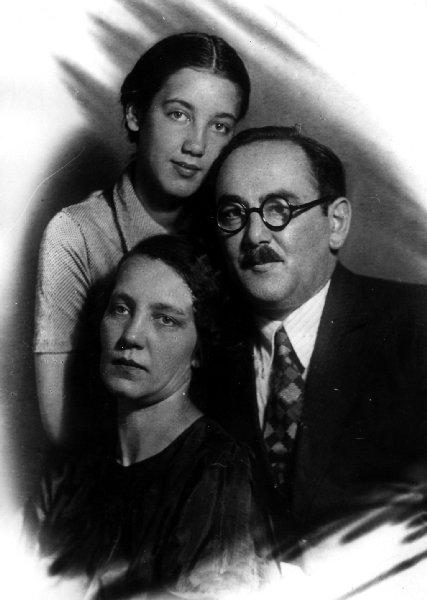
Családjával
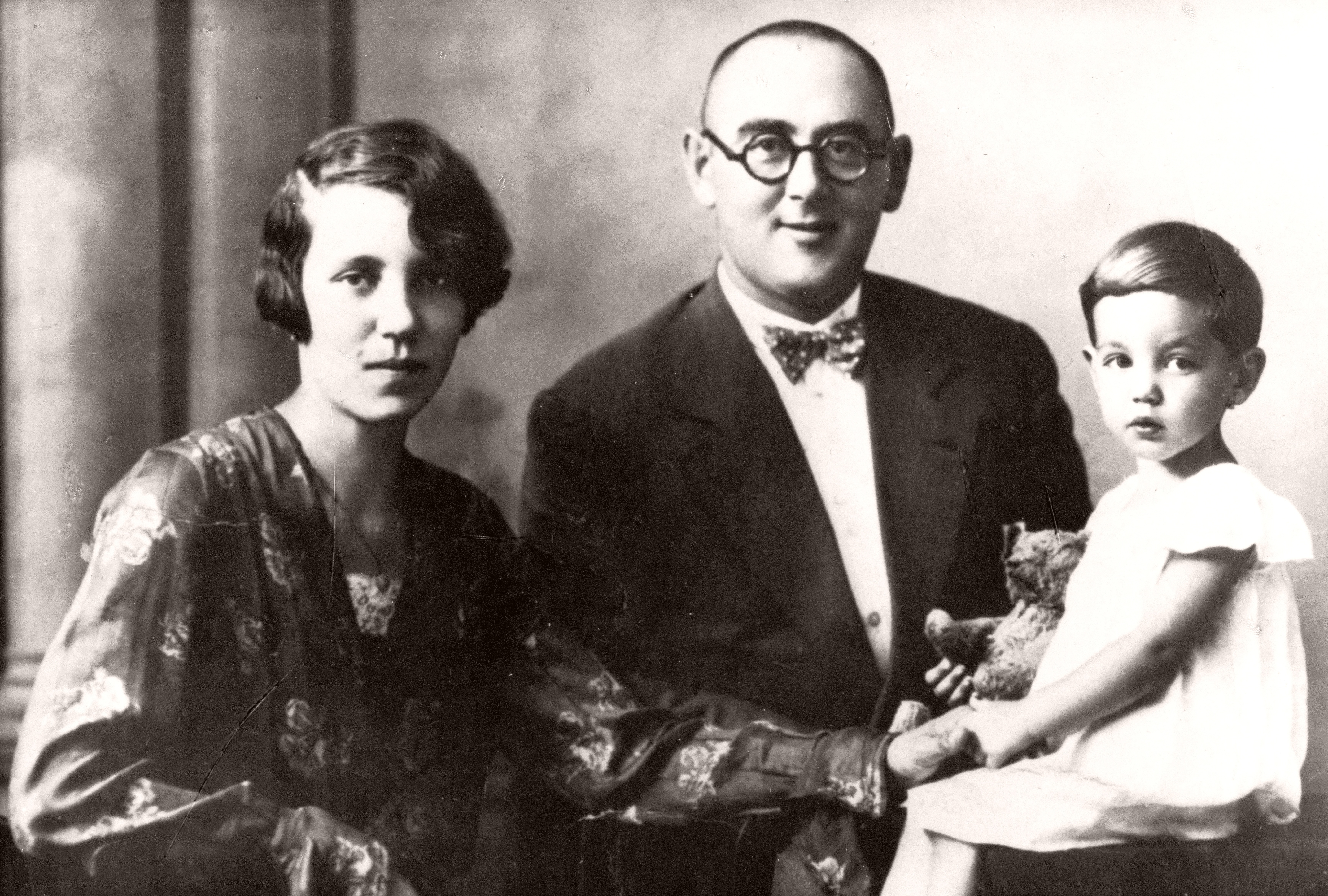
Nagy Imrével és leányukkal, Erzsébettel